# 卡瓦尼利亚斯
卡瓦尼利亚斯（西班牙語：Cabanillas）是西班牙纳瓦拉的一个市镇。总面积35平方公里，总人口1485人（2001年），人口密度42人/平方公里。